# Tim Lincecum
Timothy LeRoy Lincecum (Bellevue, Washington, 15 de junio de 1984) es un exbeisbolista profesional estadounidense.

## Trayectoria
Inició su carrera profesional con San Francisco Giants el año 2007, temporada en la que logró 7 victorias, 5 derrotas y ERA de 4,00. Para el año siguiente, Lincecum consiguió una marca de 18-7 y ERA de 2,62, y para 2009 sus números fueron 15-7, y ERA de 2,48. 
Ha encabezando la Liga Nacional en ponches en tres ocasiones consecutivas (2008, 2009 y 2010 con 265, 268 y 231 respectivamente). En 2008 y 2009 fue galardonado con el Premio Cy Young, siendo el cuarto en la historia de la liga en ganar el reconocimiento en dos ocasiones consecutivas y el primero en recibirlo en sus tres primeros años de carrera. 
Lincecum ganó con su equipo la Serie Mundial de 2010, y se adjudicó dos victorias sin derrotas, y un ERA de 3,29. En total, esa postemporada obtuvo una marca de 4-1, y ERA de 2,43.

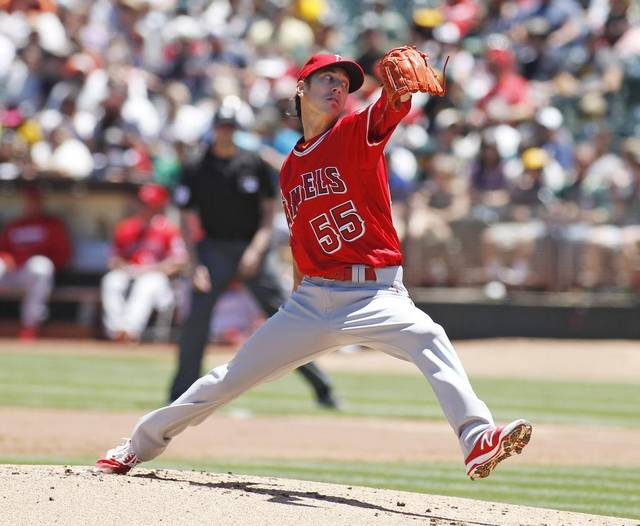
Tim Lincecum lanzando para los Angels